# Couasnon
Der Couasnon ist ein Fluss in Frankreich, der im Département Maine-et-Loire in der Region Pays de la Loire verläuft. Er entspringt in der Landschaft Baugeois, im Gemeindegebiet von Auverse, entwässert zuerst in westlicher Richtung, schwenkt dann auf Südwest, erreicht den Regionalen Naturpark Loire-Anjou-Touraine und mündet nach rund 35 Kilometern unterhalb von Mazé als rechter Nebenfluss in den Authion.

## Orte am Fluss
- Chavaignes
- Lasse
- Pontigné
- Baugé
- Le Vieil-Baugé
- Fontaine-Guérin
- Gée
- Mazé